# Liste der Monuments historiques in Blaesheim
Die Liste der Monuments historiques in Blaesheim führt die Monuments historiques in der französischen Gemeinde Blaesheim auf.

## Liste der Bauwerke
| Bezeichnung                | Beschreibung                                                     | Standort              | Kennzeichnung | Schutzstatus | Datum | Bild           |
| -------------------------- | ---------------------------------------------------------------- | --------------------- | ------------- | ------------ | ----- | -------------- |
| Turm auf dem Gloeckelsberg | Turm der abgegangenen Kirche St-Blaise, 11. oder 12. Jahrhundert | Rue de la Tour (Lage) | PA00084625    | Classé       | 1898  | weitere Bilder |

## Liste der Objekte
| Bezeichnung                 | Beschreibung                                                                 | Standort                              | Kennzeichnung | Schutzstatus | Datum | Bild |
| --------------------------- | ---------------------------------------------------------------------------- | ------------------------------------- | ------------- | ------------ | ----- | ---- |
| Kanzel                      | Eichenholz, farbig gefasst und vergoldet, und Schmiedeeisen, vergoldet, 1762 | in der protestantischen Kirche (Lage) | PM67001417    | Inscrit      | 2000  |      |
| Abendmahlsteller            | Zinn, um 1750                                                                | in der protestantischen Kirche (Lage) | PM67001419    | Inscrit      | 2000  |      |
| Abendmahlskanne             | Zinn, zweite Hälfte des 18. Jahrhunderts                                     | in der protestantischen Kirche (Lage) | PM67001420    | Inscrit      | 2000  |      |
| Opferstock                  | Sandstein, Holz und Schmiedeeisen, 18. Jahrhundert                           | in der protestantischen Kirche (Lage) | PM67001418    | Inscrit      | 2000  |      |
| Gemälde Moses und Aaron     | Ölfarbe auf Leinwand, 1763                                                   | in der protestantischen Kirche (Lage) | PM67001415    | Inscrit      | 2000  |      |
| Gemälde Johannes der Täufer | Ölfarbe auf Leinwand, 1763                                                   | in der protestantischen Kirche (Lage) | PM67001416    | Inscrit      | 2000  |      |